# Libkova Voda
Libkova Voda (deutsch Lipkowawoda, auch Lipkowa Woda, 1939–45 Libekswasser) ist eine Gemeinde in Tschechien. Sie liegt sieben Kilometer südlich von Pelhřimov und gehört zum Okres Pelhřimov. 

## Geographie
Libkova Voda befindet sich im Südwesten der Böhmisch-Mährischen Höhe auf einem Höhenzug über den Tälern der Hejlovka und des Vlásenický potok. Nördlich erhebt sich der Zelený vrch, im Nordosten der Vokovsko (573 m) und Bečkův vrch (573 m), östlich der Holý kopec (626 m), im Südosten der Hrádek (657 m), südlich der Vaškův kopec (612 m) und Slavík (639 m) und im Westen der Orlov (674 m).
Nachbarorte sind Ondřejov, Holákov und Myslotín im Norden, Na Obci, Vokov und Rynárec im Nordosten, Zajíčkov und Rovná im Osten, Vratišov, Křížků und Čelistná im Südosten, Valkovna, Vlásenický Dvůr und Vlásenice-Drbohlavy im Süden, Božejovský Mlýn, Božejov und Střítež im Südwesten, Drbalův Mlýn und Bor im Westen sowie Ústrašín im Nordwesten. 

## Geschichte

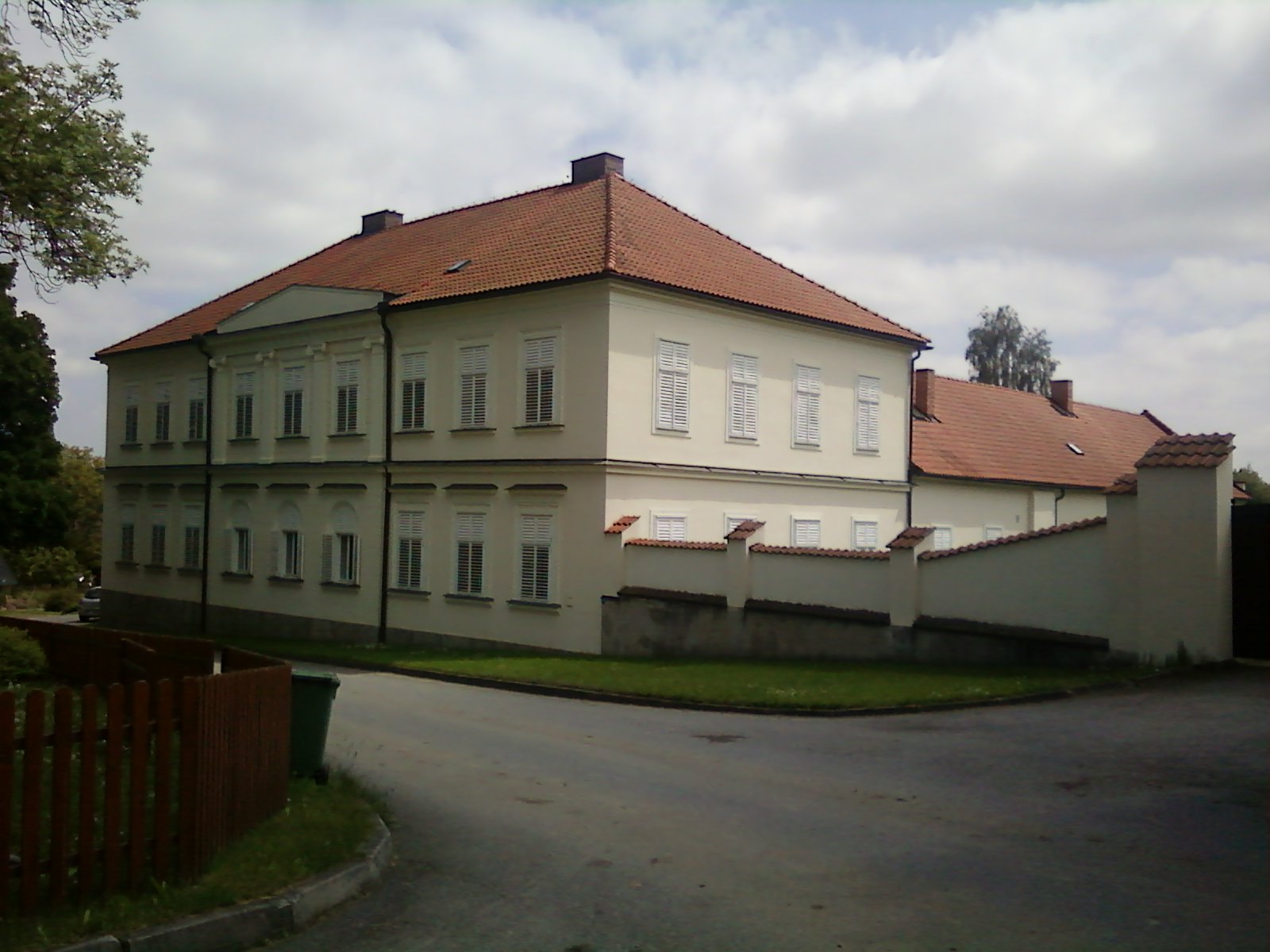
Schloss Libkova Voda

Die erste schriftliche Erwähnung des Dorfes Luconis siue Lybconis erfolgte 1352 in einem Verzeichnis der Pfarren im Gebiet von Pelhřimov. Der Ortsname leitet sich vom Personennamen Lubek (Libek) ab. Weitere Ortsbezeichnungen waren bis zum 15. Jahrhundert Libicow, Libconis aqua, Luconis aqua siue Libconis, Libcouauoda, Lybkowa woda, Libkowa woda, Luconyss Aqua siue Libkowa woda und Libcowa woda. Seit 1355 gehörte das Dorf zur Herrschaft Božejov. Besitzer waren in dieser Zeit u. a. das Geschlecht Štítný von Štítné. 1584 wurde Libkova Voda nach Horní Cerekev untertänig. 1659 lebten in dem Dorf 102 Menschen.
1810 kaufte der ehemalige Direktor der Herrschaft Světlá nad Sázavou Leopold Srnka das Gut Libkova Voda. Nachdem er noch den Großgrundbesitz Vlásenice-Drbohlavy von Michal Adler abgekauft hatte, schloss Srnka Libkova Voda 1816 an das Vlásenice-Drbohlavy an. Zu der Gutsherrschaft waren die Dörfer Libkova Voda, Čelistná, Vlásenice-Drbohlavy und Vratišov untertänig. Die zu erbringenden Frondienste waren größer als in der benachbarten Herrschaft Pelhřimov. 1842 bestand der Ort aus 42 Häusern und hatte 379 Einwohner.
Nach der Aufhebung der Patrimonialherrschaften bildete Lipková Voda/Lipkowawoda ab 1850 eine Gemeinde in der Bezirkshauptmannschaft Pelhřimov. Zu dieser Zeit lebten 478 Menschen in dem Dorf. 1851 kaufte Karl Komers Freiherr von Lindenbach das Gut. 1890 hatte Libkova Voda 509 Einwohner. 1921 waren es nur noch 440. seit 1923 ist der Ortsname Libkova Voda gebräuchlich. 1Einige der Einwohner waren nach dem Zweiten Weltkrieg in die Grenzgebiete gezogen und siedelten sich in Krásné Údolí an. 1950 lebten in den 66 Häusern 304 Menschen. 1980 wurde Libkova Voda nach Pelhřimov eingemeindet. Seit 1990 bildet Libkova Voda wieder eine eigene Gemeinde.

## Gemeindegliederung
Für die Gemeinde Libkova Voda sind keine Ortsteile ausgewiesen. Zu Libkova Voda gehört die Ansiedlung Na Obci.

## Sehenswürdigkeiten
- Kirche St. Peter und Paul, die um 1340 erbaute Kirche erhielt nach mehreren Bränden ihre heutige Gestalt beim Umbau von 1873.
- Schloss Libkova Voda, der klassizistische Bau entstand an Stelle einer alten Feste für die Familie Srnka. 1841 weilte der 17-jährige Bedřich Smetana bei Leopold Srnka zu Gast auf Schloss Libkova Voda und in Pošná. Die Freiherren Komers besaßen Lipková Voda zwischen 1851 und 1902. Sie überließen es dann ihrem Wiener Leibschneider Franz Humal. Dieser beauftragte Josef Berounský mit der Verwaltung des 446,12 ha großen Gutes einschließlich des Schlosses, Hofes und einer Brennerei. 1908 erwarb Leopold Zweig das Schloss, das er auch für vier Jahre bewohnte. 1912 ging der Besitz an die Prager Bodenbank (Pozemková Banka) über, die es 1916 an Bohumil Kulík verkaufte. Dessen Schwiegersohn Eduard Slavík erbte den Beitz 1936. 1948 wurde er enteignet und 1949 der Besitz dem Staatsgut Pelhřimov zugeordnet.
- Pfarrhaus, errichtet in den 1870er Jahren unter Jaroslav Komers von Lindenbach
- Statue des hl. Johannes von Nepomuk am Schloss
- Marterl an der Straße nach Ústrašín